# مارمولک‌ماهی سیاه
مارمولک‌ماهی سیاه (نام علمی: Bathysauropsis gracilis) نام یک گونه از راسته لوله‌سانان است.